# Bon Air (Alabama)
Bon Air és una població dels Estats Units a l'estat d'Alabama. Segons el cens del 2007 tenia 95 habitants.

## Demografia
Segons el cens del 2000, Bon Air tenia 96 habitants, 41 habitatges, i 25 famílies. La densitat de població era de 28,1 habitants/km².
Dels 41 habitatges en un 19,5% hi vivien nens de menys de 18 anys, en un 48,8% hi vivien parelles casades, en un 12,2% dones solteres, i en un 39% no eren unitats familiars. En el 36,6% dels habitatges hi vivien persones soles el 9,8% de les quals corresponia a persones de 65 anys o més que vivien soles. El nombre mitjà de persones vivint en cada habitatge era de 2,34 i el nombre mitjà de persones que vivien en cada família era de 3,08.
Per edats la població es repartia de la següent manera: un 18,8% tenia menys de 18 anys, un 6,3% entre 18 i 24, un 34,4% entre 25 i 44, un 32,3% de 45 a 60 i un 8,3% 65 anys o més.
L'edat mediana era de 43 anys. Per cada 100 dones hi havia 84,6 homes. Per cada 100 dones de 18 o més anys hi havia 95 homes.
La renda mediana per habitatge era de 33.125 $ i la renda mediana per família de 36.667 $. Els homes tenien una renda mediana de 30.000 $ mentre que les dones 17.083 $. La renda per capita de la població era de 13.075 $. Aproximadament el 13,3% de les famílies i el 29% de la població estaven per davall del llindar de pobresa.

## Poblacions properes
El següent diagrama mostra les poblacions més properes.